# Estação Jardim Manguinhos
A Estação Jardim Manguinhos é uma das estações do Sistema de Trens Urbanos de João Pessoa, situada em Cabedelo, entre a Estação Poço e a Estação Cabedelo.
Foi inaugurada em 24 de abril de 2009. Localiza-se na Rua Antônio Paulino Serrano. Atende o bairro de Jardim Manguinhos.